# اچ‌ام‌سی‌اس جولیت (کی۴۱۸)
اچ‌ام‌سی‌اس جولیت (کی۴۱۸) (به انگلیسی: HMCS Joliette (K418)) یک کشتی بود که طول آن ۲۸۳ فوت (۸۶٫۲۶ متر) بود. این کشتی در سال ۱۹۴۴ ساخته شد.